# William Chester Minor
William Chester Minor, también conocido como W. C. Minor (22 de junio de 1834 - 26 de marzo de 1920), fue un cirujano del ejército estadounidense, paciente e investigador de un hospital psiquiátrico. Estuvo recluido en un hospital psiquiátrico en Inglaterra de 1872 a 1910 después de que, atormentado por la paranoia, le disparó a un hombre que creía que había irrumpido en su habitación. Más tarde se convirtió en colaborador del Oxford English Dictionary: fue uno de los voluntarios más eficaces del proyecto, leyendo su gran biblioteca personal de libros antiguos y compilando citas que ilustraban la forma en que se usaban determinadas palabras. Winston Churchill, de 35 años, ministro del Interior en ese momento, dio la orden de deportar al Dr. Minor.

## Vida

### Primeros años
Minor nació en Ceilán (ahora Sri Lanka), hijo de Eastman Strong Minor y su primera esposa, Lucy Bailey. Sus padres eran misioneros de la iglesia congregacional de Nueva Inglaterra. Tuvo numerosos medios hermanos, entre ellos Thomas T. Minor, alcalde de Seattle (Washington). A los 14 años lo enviaron a Estados Unidos, donde vivió con familiares en New Haven (Connecticut) mientras asistía a la Academia Militar Russell. Posteriormente se inscribió en la Escuela de Medicina de Yale, manteniéndose durante sus años como estudiante de medicina con un empleo a tiempo parcial como instructor en la academia Russell y como asistente en la revisión de 1864 del diccionario Webster, luego en preparación en Yale bajo la supervisión de Noah Porter. Minor se graduó en 1863 con un título de médico y una especialización en anatomía comparada. Después de un breve período en el Hospital General Knight en New Haven, se unió al ejército de la Unión.

### Carrera militar
Fue aceptado por el ejército de la Unión como cirujano y pudo haber servido en la Batalla de la espesura en mayo de 1864, que fue notable por las terribles bajas sufridas por ambos lados. Hay una historia no verificada de que Minor también recibió la tarea de castigar a un soldado irlandés en el Ejército de la Unión marcándolo en la cara con una D de "desertor", y que este incidente jugó más tarde un papel en los delirios de Minor.
Existe un desacuerdo sobre si el ejército de la Unión utilizó la marca como castigo por la deserción. Esto significa que la historia de que Minor marcó a un desertor puede ser apócrifa. Además, es poco probable que Minor estuviera presente en la Batalla de la espesura, del 5 al 7 de mayo de 1864. Los registros militares de Minor lo ubican en el Hospital Knight USA en New Haven y no lo muestran llegando al Hospital 2 Division USA en Alexandria (Virginia) hasta el 17 de mayo de 1864.
Después del final de la Guerra Civil, Minor cumplió con su deber en la ciudad de Nueva York. Se sintió fuertemente atraído por el barrio rojo de la ciudad y dedicó gran parte de su tiempo libre a ir con prostitutas. En 1867, su comportamiento había llamado la atención del ejército y fue trasladado a un puesto remoto en el Panhandle de Florida. Para 1868, su condición había progresado hasta el punto de que fue admitido en el Hospital St. Elizabeths, un asilo para lunáticos (como se llamaba entonces a los hospitales psiquiátricos) en Washington D. C. Después de 18 meses no mostró ninguna mejoría.

### Traslado a Inglaterra y condena por asesinato

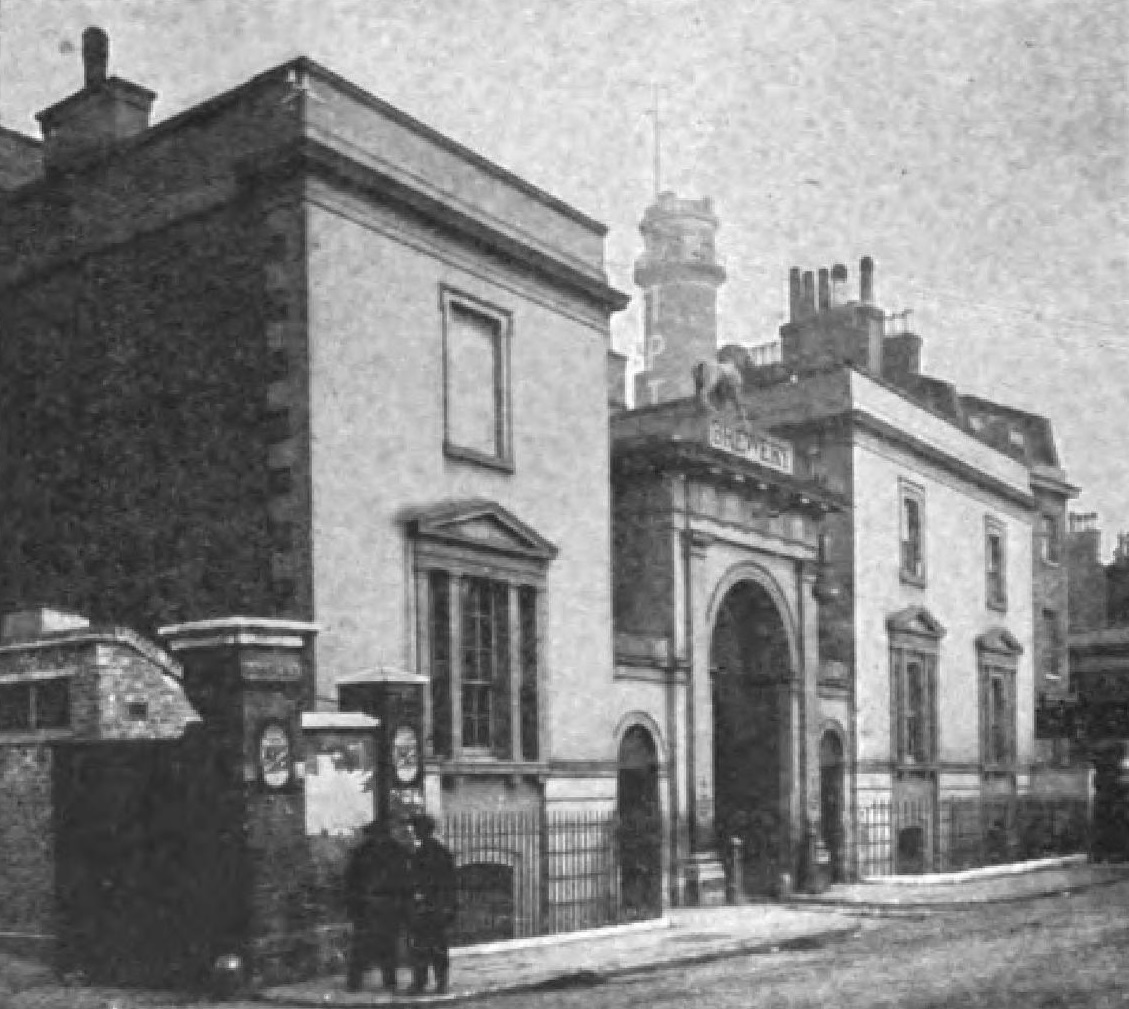
La "Lion Brewery", donde Minor le disparó a George Merrett

En 1871 viajó a Londres para intentar mejorar su estado mental, instalándose en el barrio pobre de Lambeth, donde una vez más tomó una vida disoluta. Atormentado por su paranoia, mató a tiros a un hombre llamado George Merrett, quien Minor creía que había irrumpido en su habitación, el 17 de febrero de 1872. Merrett se dirigía al trabajo para mantener a su familia de seis hijos, a él mismo y a su esposa embarazada, Eliza. Después de un período previo al juicio en la cárcel Horsemonger Lane de Londres, Minor fue declarado inocente por demencia y encarcelado en el asilo de Broadmoor en el pueblo de Crowthorne, Berkshire. Como tenía su pensión del ejército de Estados Unidos y no se le consideraba peligroso, se le dio un alojamiento bastante cómodo y pudo comprar y leer libros.

### Colaborador delOxford English Dictionary
Probablemente fue a través de su correspondencia con los libreros de Londres que se enteró de la convocatoria de voluntarios para lo que se convertiría en el Oxford English Dictionary (OED). Dedicó la mayor parte del resto de su vida a ese trabajo. Se convirtió en uno de los voluntarios más eficaces del proyecto, leyendo su gran biblioteca personal de libros antiguos y compilando citas que ilustraban la forma en que se usaban determinadas palabras. A menudo lo visitaba la viuda del hombre al que había matado, y ella le proporcionaba más libros. Los compiladores del diccionario publicaron listas de palabras para las que querían ejemplos de uso. Minor los proporcionó, con mayor facilidad a medida que crecían las listas. Pasaron muchos años antes de que el editor del diccionario, James Murray, se enterara de la historia de Minor y lo visitara en enero de 1891. En 1899, Murray elogió las enormes contribuciones de Minor al diccionario, afirmando que "podríamos ilustrar fácilmente los últimos cuatro siglos a partir de solo sus citas".

## Mutilación, decadencia y muerte
La condición de Minor se deterioró y en 1902, debido a los delirios de que lo secuestraban todas las noches de sus habitaciones y lo transportaban a lugares tan lejanos como Estambul y lo obligaban a cometer agresiones sexuales a niños, se cortó el pene (autopenectomía) con un cuchillo que había empleado en su trabajo sobre el diccionario. Su salud siguió empeorando y, después de que Murray hiciera campaña a su favor, Minor fue puesto en libertad en 1910 por orden del entonces ministro del Interior, Winston Churchill, de 35 años. Fue deportado de regreso a Estados Unidos y residió en el Hospital St. Elizabeths, donde le diagnosticaron esquizofrenia. Murió en 1920 en Hartford (Connecticut), después de ser trasladado en 1919 a un retiro de dicha ciudad.

## En la cultura popular
El libro The Surgeon of Crowthorne (publicado en Estados Unidos como The Professor and the Madman), de Simon Winchester, fue publicado en 1998 y narra la vida de Minor posterior a la guerra y sus contribuciones a la creación del Oxford English Dictionary. Los derechos cinematográficos del libro fueron comprados por la productora Icon Productions, de Mel Gibson, en 1998. En agosto de 2016 se anunció que Farhad Safinia dirigiría una adaptación, llamada The Professor and the Madman y protagonizada por Gibson como Murray y Sean Penn como Minor. La película se estrenó en mayo de 2019.
La vida de Minor también se detalló en un episodio de Drunk History, donde fue interpretado por Bob Odenkirk.